# Mihail Sebastian
Mihail Sebastian (bürgerlicher Name Iosif Hechter; geboren am 18. Oktober 1907 in Brăila, gestorben am 29. Mai 1945 in Bukarest) war ein rumänischer Schriftsteller.
Während seine Dramen und Romane außerhalb Rumäniens wenig bekannt sind, erfuhr ab 1996 die Veröffentlichung seiner Tagebücher aus den Jahren 1935–1944 international Beachtung. In ihnen schildert Sebastian, der einer jüdischen Familie entstammte, die Auswirkungen des zunehmenden Antisemitismus im Rumänien der 1930er Jahre bis hin zu den Pogromen und Verschleppungen des Holocausts ab 1941. In Rumänien führte die Veröffentlichung der Tagebücher zu einer breiten gesellschaftlichen Diskussion über die faschistische Vergangenheit des Landes, insbesondere bezüglich der Verstrickung führender rumänischer Intellektuellen wie Nae Ionescu und Mircea Eliade mit der „Eisernen Garde“.

## Leben und Werk

### Anfänge als Schriftsteller
Sebastian entstammte einer bürgerlichen, assimilierten jüdischen Familie in Brăila. Er war ein glänzender Schüler, der sich vor allem für die Literatur begeisterte. Bei der Abschlussprüfung seines Baccalaureats wurde der Vorsitzende der Prüfungskommission an seinem Gymnasium, der Philosoph und Publizist Nae Ionescu auf ihn aufmerksam und lud ihn nach Bukarest ein. Hier begann er 1926 ein Jurastudium, das er 1929 mit der Anwaltslizenz abschloss; etwa seit dieser Zeit nannte er sich auch Mihail Sebastian. Schon während der Studienzeit veröffentlichte er seine ersten Artikel in der von Ionescu geleiteten Tageszeitung Cuvântul und diversen Kulturmagazinen. Bald erwarb er sich einen Ruf als glänzender Literaturkritiker, wobei sein Hauptinteresse dem modernen Roman galt, insbesondere dem französischen (Renard, Gide und vor allem Proust). 1930–1931 verbrachte er ein Jahr in Paris, um dort zu promovieren; die Begegnung mit der französischen Literatur, Kunst und Lebensart prägte ihn nachhaltig. Den größten Einfluss übte auf ihn indes die Lebensphilosophie (trăirism) Ionescus aus. Dies verband ihn mit anderen jungen Schriftstellern der Zwischenkriegszeit – zu nennen sind hier insbesondere Mircea Eliade, Emil Cioran, Eugen Ionescu und Constantin Noica – die bald als eigene literarische Bewegung begriffen und unter dem Namen „Junge Generation“ (tânăra generaţie) bekannt wurde.
1929–1931 schrieb Sebastian seinen ersten Roman Die Stadt der Akazien, für den er aber erst 1935 einen Verleger fand. Seine erste Buchveröffentlichung waren so 1932 die Fragmente aus einem gefundenen Notizbuch, eine Montage von Tagebucheinträgen und kurzen essayistischen Texten, die 1934 gemeinsam mit Eugène Ionescos Nein! und Mircea Eliades Soliloquien den Nachwuchspreis der Königlichen Stiftung gewann. 1933 folgte der stark von Gide geprägte Novellenband Frauen, deren Erzähler mit kühler Distanz, wenn nicht sogar Teilnahmslosigkeit seine diversen Verhältnisse mit verschiedenen Frauen schildert.

### „Seit zweitausend Jahren“
Sein zweiter Roman Seit zweitausend Jahren (1934) löste einen Eklat aus. In diesem stark autobiografisch geprägten Buch setzte sich Sebastian mit der „jüdischen Frage“ in Rumänien auseinander: Sein Protagonist, ein Bukarester Student, sieht sich häufig antisemitischen Angriffen ausgesetzt und sieht sich hin- und hergerissen zwischen orthodoxem Judentum und vollständiger Assimilation, auch zwischen Kommunismus und Zionismus, und findet sich schließlich mit der Unabänderlichkeit seines Daseins als rumänischer Jude ab, mit allen tatsächlichen oder vermeintlichen Widersprüchen und gesellschaftlichen Nachteilen, die dieser Status mit sich bringt:

„Ich werde nie aufhören, Jude zu sein, denn dies ist keine bloße Rolle, die man einfach ablegen könnte … Mag der Staat sich für kompetent erklären, mich zu einem Schiff, zu einem Eisbären oder zu einem Photoapparat zu erklären, so werde ich doch nichts anderes als Jude, Rumäne, Mensch der Donau bleiben. ‚Zu viel auf einmal‘, flüstert die antisemitische Stimme in mir (eine solche gibt es nämlich auch, mit der ich zu so mancher Stunde mein Zwiegespräch führe). Freilich, es ist zu viel. Und doch sind alle drei Versionen wahr.“

Für den Roman bat Sebastian seinen Mentor Nae Ionescu, der in dem auch als Schlüsselroman angelegten Werk einen Auftritt als
Philosophieprofessor hat, um ein Vorwort. Dieser hatte sich indes mehr und mehr der antisemitischen Politik der Eisernen Garde angenähert, die sich ihrerseits nun auch auf Ionescus zunehmend nationalistisch, wenn nicht völkisch geprägte Vorträge berief. Noch in den 1920er Jahren hatte Ionescu sich in mehreren Artikeln gegen den wachsenden Antisemitismus in Rumänien ausgesprochen, aber nun eine radikale Kehrtwende vollzogen. Ionescus Vorwort zum Roman geriet so zu einem unverhohlen antisemitischen Pamphlet. Ionescu rechtfertigt die Diskriminierung der Juden als historisch wie theologisch unausweichliche Folge des Christusmordes; die Juden stellten eine Gefahr für die „christliche Ordnung“ dar; Juden und Christen seien einander „fremde Körper,“ deren Werte und Vorstellungen in Politik oder Gewerbsleben unvereinbar seien, sie unterschieden sich schließlich ganz grundsätzlich – metaphysisch – in ihrem „generellen Verständnis des Seins.“ Ionescu schloss das Vorwort mit den Worten:

„Iosif Hechter, du bist krank. Du bist krank in deiner Substanz, weil du nicht anders kannst als leiden und weil dein Leiden tiefe Ursachen hat. Der Messias ist schon gekommen, und du hast ihn nicht erkannt. Iosif Hechter, fühlst du nicht, wie dich Kälte und Dunkelheit umgeben?“

Trotz dieser scharfen Beleidigung entschloss sich Sebastian, den Roman mit dem Vorwort Ionescus erscheinen zu lassen. Dies führte zu einer beispiellosen Kontroverse im rumänischen Literaturbetrieb. Zahlreiche Intellektuelle, darunter Mircea Eliade, George Racoveanu und Mircea Vulcănescu griffen mit Artikeln in die Debatte um den Roman ein. Sebastian selbst wurde dabei von verschiedenen Seiten attackiert: Nationalisten warfen ihm vor, das rumänische Volk zu beleidigen, andere, dass er mit Ionescu und damit mit den Faschisten gemeinsame Sache mache. 1935 veröffentlichte er zu seiner Verteidigung die Rechtfertigungsschrift Wie ich ein Hooligan wurde. Als Folge des Bruchs mit Ionescu verließ Sebastian den Cuvântul.

### Die „Vernashornung“ der jungen Generation
In den folgenden Jahren erlebte Sebastian, wie viele seiner Freunde Ionescus Beispiel folgten und sich der Eisernen Garde verschrieben. Als Zeugnis dieser „Konversion“ der jungen Generation zum Faschismus und der fortschreitenden Faschisierung immer breiterer Gesellschaftsschichten – ein Prozess, den Eugen Ionescu in Die Nashörner später als „Rhinocerisation“ beschrieb – ist Sebastians Tagebuch von großem zeitgeschichtlichen Interesse, zugleich aber ein sehr persönliches Zeugnis dieser Entwicklung. So dokumentiert das Tagebuch das allmähliche Ende seiner engen Freundschaft mit Mircea Eliade. Eliade hatte Sebastian in der Debatte um Seit zweitausend Jahren noch gegen antisemitische Angriffe verteidigt, sympathisierte aber dann bald mit der faschistischen Bewegung. So schrieb Sebastian in einem Eintrag vom 25. September 1936:

„Er ist ein Mann der Rechten, bis zur letzten Konsequenz. Beim Abessinienkrieg stand er auf der Seite Italiens. Beim Spanienkrieg auf der Seite Francos. Bei uns steht er auf der Seite Codreanus. Er macht halbherzige, eher peinliche Versuche, diesen Umstand zu verbergen, zumindest mir gegenüber. Doch es kommt vor, dass es ihn hinreißt, und dann schreit er so wie gestern Abend … Ich möchte von nun an jegliche politische Anspielung aus unseren Gesprächen heraushalten. Doch ist das möglich? Die Ereignisse auf der Straße drängen sich uns auf, ob wir das wollen oder nicht, und selbst bei der geringfügigsten Reflexion spüre ich den immer größer werdenden Riss in unserem Verhältnis.“

Bald darauf agitierte Eliade offen für die Eiserne Garde und mied Sebastian zusehends, wie auch viele andere Mitläufer, die nicht mit einem Juden in Verbindung gebracht, schon gar nicht in der Öffentlichkeit mit einem gesehen werden wollten. Sebastian verlor jedoch nicht die Hoffnung auf bessere Zeiten: Am 19. Dezember 1937 heißt es in seinem Tagebuch:

„Eine Anstellung zu verlieren - beim Cuvântul; einen Menschen, dem gegenüber ich mich verpflichtet fühlte - Nae Ionescu; eine Reihe von Freunden - Ghiță Racoveanu, Haig, Marietta, Lily, Nina und schließlich den ersten und letzten Freund, Mircea, - alles, absolut alles zu verlieren, das kann mit 30 Jahren kein Desaster sein, sondern eine Erfahrung, die reif macht.“

Eliade machte nach 1940 unter den neuen faschistischen Machthabern im diplomatischen Korps Karriere und wurde erst zur rumänischen Botschaft in London, später nach Lissabon berufen. Als er im Sommer 1942 das letzte Mal vor seiner Emigration Bukarest im nunmehr mit Deutschland verbündeten Rumänien besuchte, versuchte er nicht einmal, Sebastian zu treffen. 30 Jahre später stellte ihn Gershom Scholem für dieses Versäumnis zur Rede; Eliade antwortete, er habe befürchtet, die Gestapo könnte so auf Sebastian aufmerksam werden. Die wahren Gründe vertraute er 1946 seinem Tagebuch an: „Ich schämte mich zu dieser Zeit, schämte mich meiner selbst. Während ich Kulturattachê in Lissabon wurde, hatte er all diese Erniedrigungen zu ertragen, weil er als Iosif Hechter geboren wurde und Iosif Hechter bleiben wollte. Jetzt kämpfe ich hilflos gegen etwas an, was nicht mehr gutzumachen ist.“
Nach seinem Bruch mit Ionescu schrieb Sebastian für verschiedene eher kulturell als politisch ausgerichtete Magazine wie die Theaterzeitschrift Rampa, die französischsprachige Tageszeitung L’Indépendence Roumaine und die Revista Fundațiilor Regale („Zeitschrift der königlichen Stiftung“), die ihn 1936 als festen Redakteur einstellte. Neben literarischen Artikeln verfasste er auch zahlreiche Kommentare zum politischen Zeitgeschehen, insbesondere auch über den Aufstieg des Nationalsozialismus in Deutschland.

### Zweiter Weltkrieg und Holocaust
1940 veröffentlichte er seinen dritten und letzten Roman, Der Unfall, der in den Wirren des beginnenden Weltkrieges jedoch kaum wahrgenommen wurde. Zunehmend bekam er selbst die antisemitische Gesetzgebung in Rumänien zu spüren, die den rumänischen Juden beginnend in den 1930er Jahren immer weitere Bürgerrechte versagte. So verlor er 1940 durch den Ausschluss der Juden aus dem Berufsleben seine Anwaltslizenz und seine Redakteursstelle bei der Revista Fundațiilor Regale. Nach dem Aufführungsverbot für Stücke jüdischer Theaterautoren gelang es ihm 1944 indes, sein Drama Stern ohne Namen unter dem Pseudonym Victor Mincu auf die Bühne zu bringen.

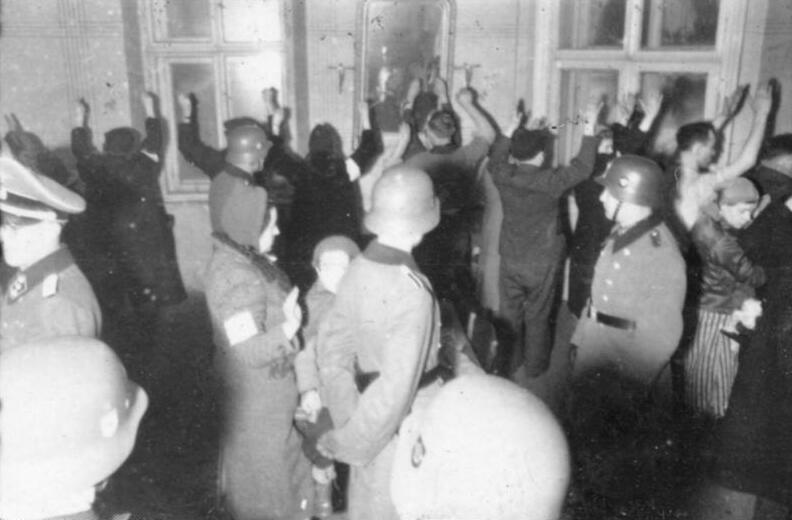
SS-Einsatz gegen rumänische Juden (1941)

Im Januar 1941 wurde er Zeuge eines ersten von der Eisernen Garde organisierten Pogroms, bei dem mehr als 100 Bukarester Juden ermordet wurden. Im weiteren Verlauf des Jahres hält er in seinem Tagebuch fest, wie die Nachrichten über Massaker (insbesondere das Pogrom von Iași) und Deportationen der Juden in der Bukowina und Bessarabien die Bukarester Gemeinde verunsichern. Bald wurde er selbst, wie die meisten Bukarester Juden, zur Zwangsarbeit eingezogen und zu hohen Zwangsabgaben von Geld und Gütern genötigt. Wie die meisten Juden im rumänischen „Altreich“ entging er jedoch den Deportationen in die Ghettos und Todeslager Transnistriens, die gegen Ende des Jahres 1942 eingestellt wurden.
Nach der Besetzung Bukarests durch die Rote Armee im August 1944 wagte sich Sebastian wieder ins öffentliche Leben. Er erhielt eine Anstellung als Presseberater im Außenministerium und wurde 1945 zum Professor für Literatur der Universität Bukarest berufen. Auf dem Weg zu seiner Antrittsvorlesung wurde er am 29. Mai 1945 beim Überqueren einer Straße von einem Lastwagen erfasst und starb auf der Stelle.

## Rezeption der Tagebücher
Einzelne Auszüge aus Sebastians Tagebüchern, die Aspekte seines literarischen Werks betrafen, wurden bereits während der kommunistischen Zeit in Rumänien in verschiedenen Zeitschriften gedruckt, doch stand einer Gesamtveröffentlichung mindestens die staatliche Zensur im Wege. 1961 konnte Sebastians Familie die Tagebücher über die israelische Botschaft ins Ausland schmuggeln. Sie gelangten schließlich nach Paris, wo emigrierte Angehörige der Familie Hechter leben; einer Veröffentlichung stimmten sie jedoch erst Jahrzehnte später zu. Gegen Ende 1995 erschienen sie im von Gabriel Liiceanu geführten Bukarester Verlagshaus Humanitas. In den folgenden Jahren erschienen Übersetzungen der Tagebücher auf Französisch (1998), Englisch (2000), Spanisch, Tschechisch, Polnisch, Niederländisch, Hebräisch und Schwedisch (2019). Die deutsche Übersetzung, besorgt von Roland Erb und Edward Kanterian, erschien 2005 im Claassen-Verlag.

### In Rumänien

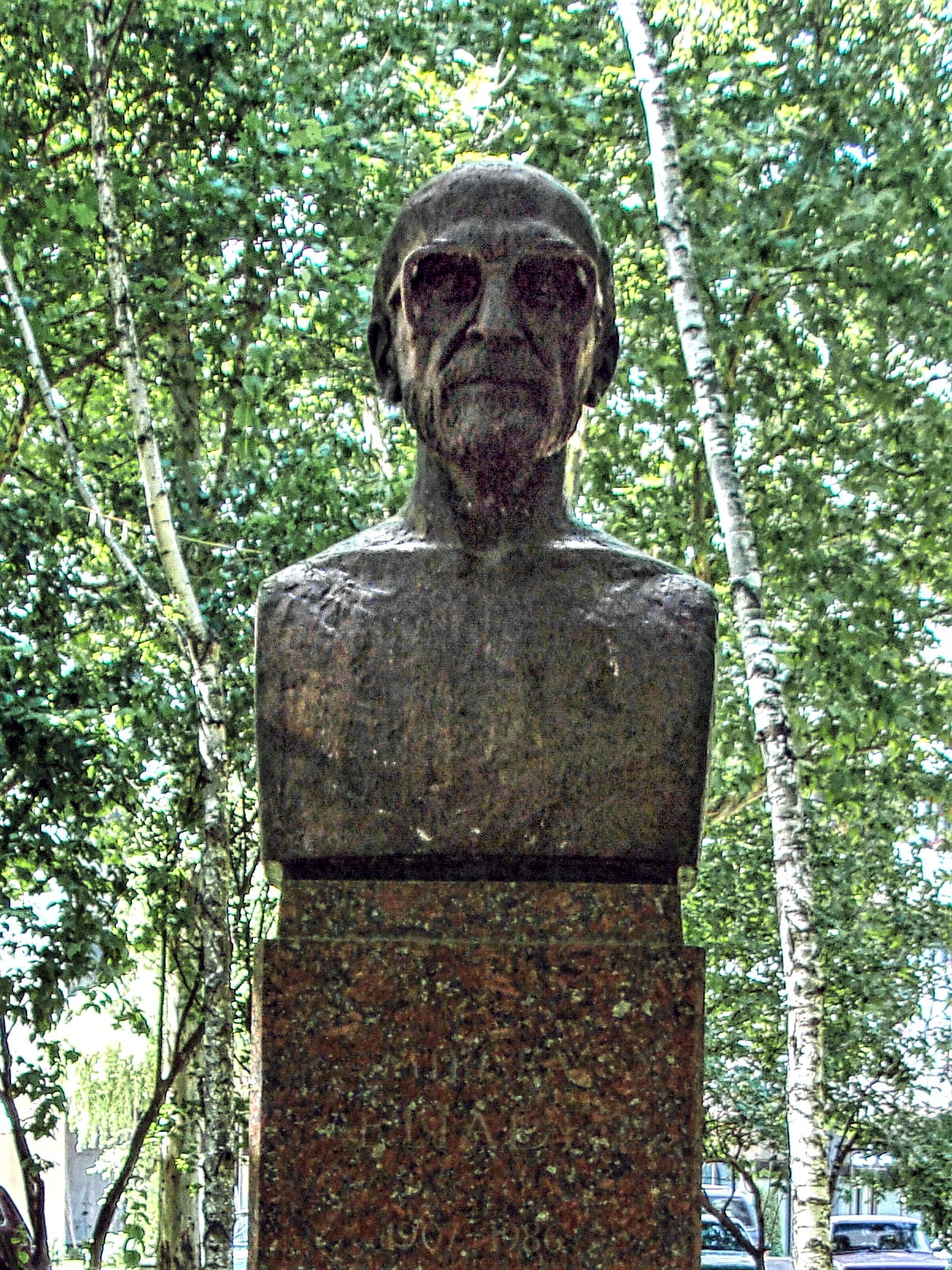
Denkmal für Mircea Eliade in der „Allee der Klassiker,“ Chișinău (Moldawien), eingeweiht 1997

Die Veröffentlichung der Tagebücher löste in Rumänien eine breite Diskussion über den Umgang des Landes mit seiner antisemitischen und faschistischen Vergangenheit aus und führte unter den rumänischen Intellektuellen zu einem echten Schisma. Diese hatten nach dem Ende der kommunistischen Diktatur in den vermeintlich „goldenen“ 1930er Jahren Anknüpfungspunkte und Vorbilder für eine liberale, humanistische Tradition im rumänischen Geistesleben gesucht. Gabriel Liiceanu etwa (ein Schüler Noicas) sieht in den Schriften von Eliade, Cioran und Noica den Gipfel der rumänischen Kultiviertheit und Kreativität erreicht, sie repräsentierten so nicht nur die rumänische Kultur der Zwischenkriegszeit, sondern die Kulturnation Rumänien als ganzes. Mit Sebastians Tagebücher lag nun ein Dokument vor, dass eindrücklich davon Zeugnis ablegte, wie sich ebendiese Geistesgrößen nicht nur aus Opportunismus, sondern aus Überzeugung der faschistischen Bewegung anschlossen, zumal Jahre bevor Rumänien an der Seite Deutschlands in den Krieg eintrat.
1992 enthüllte der rumänische Exilschriftsteller Norman Manea mit Artikeln in der amerikanischen Zeitschrift The New Republic die Mitgliedschaft Eliades in der Eisernen Garde und stieß so eine auch international viel beachtete Debatte über Eliades faschistische Vergangenheit an, die durch die „Enthüllungen“ in Sebastians Tagebüchern noch angefacht wurden. Viele rumänische Intellektuelle, darunter Nicolae Manolescu, der führende Literaturkritiker des Landes, gaben an, dass die Lektüre ihr Geschichtsbild ins Wanken gebracht habe. Der Journalist Vasile Popovici etwa schrieb, dass die Tagebücher ihn „verwandelt“ hätten: „Das jüdische Problem wird zu deinem Problem. Eine unermessliche Schande lastet über einer ganzen Epoche unserer nationalen Geschichte und Kultur und wirft ihre Schatten noch auf den heutigen Leser. Wer hätte ahnen können, dass das Böse so abgrundtief war, dass Menschen und Autoren, die man bewunderte, [nach der Lektüre] so belastet erscheinen würden, so entsetzlich schuldbeladen […]“ Im weiteren Verlauf der Debatte bildeten sich zwei „Lager“ heraus: Mit Manea und Popovici forderten Historiker und Literaten wie Vladimir Tismăneanu, Leon Volovici und Radu Ioanid eine schonungslose Aufarbeitung der rumänischen Geschichte; das andere Lager versuchte, die Verfehlungen Eliades und anderer entweder mit Verweis auf die Zeitumstände zu exkulpieren oder ihre Errungenschaften etwa auf dem Feld der Philosophie von den Verstrickungen mit der Politik zu trennen; zu diesen Apologeten zählen etwa Gabriel Liiceanu, Dorin Tudoran, Monica Lovinescu, Alex Ștefănescu und Constantin Țoiu.
Der umstrittenste Beitrag in der Debatte war der Vortrag Sebastian, mon frère, den Gabriel Liiceanu Anfang 1997 vor der jüdischen Gemeinde in Bukarest hielt. Liiceanu verglich darin Sebastians Situation mit seiner eigenen als verfolgter Dissident unter der Herrschaft Ceaușescus („auf meine Art war ich auch Jude“), sponn in seiner Rede aus, was Sebastian wohl zum weiteren Verlauf der rumänischen Geschichte zu sagen gehabt hätte und griff dabei diejenigen rumänischen Juden an, die nach 1945 in hohe Positionen gelangt seien und sich so vom Opfer zum Unterdrücker gewandelt hätten. Liiceanu wurde daraufhin zum einen vorgeworfen, den realen Antisemitismus der 1930er und 1940er Jahren zu verharmlosen, indem er ihn zu einer abstrakten Dichotomie umdeutete, in der sich „Jude“ und „Rumäne“ einfach durch „Individuum“ und „Kollektiv“ ersetzen lässt; zum anderen wurde der Vorwurf laut, er rechne die Opfer des Faschismus gegen die des Kommunismus auf und stelle so die Singularität des Holocaust in Frage. Ab 1998 intensivierte sich die Debatte noch, als sie sich in die französische Presse verlagerte und Autoren wie Radu Ioanid und George Voicu versuchten, mit Beiträgen in Medien wie Les Temps Modernes und Le Monde internationales Interesse auf die Debatte um Geschichtsrevisionismus in Rumänien zu lenken und dafür oftmals als „Nestbeschmutzer“ verfemt wurden; im Gegenzug zieh Voicu im Juli 2001 in einem Artikel für Esprit Liiceanu offen des Antisemitismus.
Das Schisma, das in der Debatte um Sebastians Tagebücher unter Rumäniens Intellektuellen entstand, wirkt bis heute fort. Zuletzt rückte Sebastian 2009 wieder in das Zentrum der Auseinandersetzungen um die rechte Vergangenheitsbewältigung. Die Universitätsprofessorin Marta Petreu veröffentlichte in diesem Jahr die Monographie Diavolul și ucenicul său („Der Teufel und sein Lehrling - Nae Ionescu-Mihail Sebastian“), in der sie vor allem anhand von Sebastians frühen Artikeln im Cuvântul, aber auch mit einzelnen Tagebucheinträgen nachzuweisen versucht, dass Sebastian nicht weniger als sein Mentor Ionescu ein „unverhohlener und eigentlicher Antidemokrat“, ein „Antieuropäer, Beschwörer der Revolution, Profaschist, Bewunderer absoluter Führer und Anhänger der Massendiktatur“ gewesen sei, seine Beziehung zu Ionescu die eines zwanghaften Masochisten. Das Buch erntete Zuspruch von der politischen Rechten, aber auch scharfe Kritik: Ioana Orleanu etwa warf Petreu in der Neuen Zürcher Zeitung vor, selektiv zu zitieren, tendenziös zu interpretieren und insgesamt unwissenschaftlich zu arbeiten.

### Im Ausland
Die englische Übersetzung von Patrick Camiler entstand mit der Unterstützung des United States Holocaust Memorial Museum und erschien im Herbst 2000 im Verlag Ivan R. Dee (einem Imprint von Rowman & Littlefield). Sie stieß auf ein großes Echo auch in den amerikanischen Breitenmedien, die Zeitschrift The New Yorker veröffentlichte im Oktober 2008 sogar auf acht Seiten Auszüge aus den Tagebüchern. Kommentatoren wie Philip Roth und Claude Lanzmann würdigten die Bedeutung der Tagebücher als Zeitdokument, aber auch ihre literarische Qualität; Arthur Miller etwa verglich Sebastians Beobachtungsgabe mit der Tschechows.
Nach Erscheinen der deutschen Übersetzung der Tagebücher wurde Sebastian 2006 postum mit dem Geschwister-Scholl-Preis geehrt. Die Jury führte aus, die Tagebücher zeugten von „wacher Beobachtung und vielfältiger Reflexion“ und spiegelten „exemplarisch das Drama des rasanten Verfalls demokratischer Strukturen und zivilisierter Sitten.“ Viele Rezensenten zogen so auch Vergleiche mit den Tagebüchern von Anne Frank und Victor Klemperer. Bekannt wurden die Tagebücher im deutschen Sprachraum nicht zuletzt durch szenische Lesungen, die der Publizist Thomas Ebermann, der Literaturwissenschaftler Berthold Brunner und der Schauspieler Robert Stadlober seit 2009 in vielen Städten auf die Bühne gebracht haben.

## Werke

### Romane und Novellen
- Femei. 1933 („Frauen“)
- De două mii de ani…. 1934
  - dt. Seit zweitausend Jahren. Igel, Paderborn 1997, ISBN 3-89621-043-2.
- Orașul cu salcâmi. 1935 („Die Stadt der Akazien“)
- Accidentul. 1940
  - dt. Der Unfall. Claassen, Hamburg 2003, ISBN 3-548-60439-0.

### Dramen
- Jocul de-a vacanța. 1938 („Ferien Spielen“)
- Steaua fără nume. 1944 („Der Stern ohne Namen“)
- Ultima oră. 1944
  - dt. Letzte Nachrichten. Verlag Das Buch, Bukarest 1954.
- Insula. 1947 („Die Insel“; unvollendet, dritter Akt ergänzt von Mircea Ștefănescu)

### Essays und andere Prosa
- Fragmente dintr-un carnet găsit. 1932 („Fragmente aus einem gefundenen Notizheft“)
- Cum am devenit huligan. 1935 („Wie ich ein Hooligan wurde“)
- Corespondența lui Marcel Proust. 1939 („Marcel Prousts Briefwechsel“)

### Tagebücher
- Jurnal, 1935–1944. Editura Humanitas, Bukarest 1995.
  - dt. Edward Kanterian (Hrsg.): „Voller Entsetzen, aber nicht verzweifelt.“ Tagebücher 1935–1944. Claassen Verlag, Berlin 2005, ISBN 3-546-00361-6.

### Gesammelte Werke
- Ausgewählte Werke. Aus dem Rumänischen übertragen von D. Hermann u. a. Espla (Staatsverlag für Kunst und Literatur), Bukarest 1960.
- Cornelia Ștefănescu (Hrsg.): Eseuri, Cronici, Memorial. Editura Minerva, Bukarest 1972.
- Cornelia Ștefănescu (Hrsg.): Opere. Editura Minerva, Bukarest 1990.
- Cornelia Ștefănescu (Hrsg.): Publicistică: articole, cronici, eseuri. 1926-1928. Editura Minerva, Bukarest 1994.
- Cornelia Ștefănescu (Hrsg.): Jurnal de epocă. Editura Minerva, Bukarest 2003. (Ausgewählte Essays)
- Teșu Solomovici (Hrsg.): Jurnal II – Jurnal indirect. 1926-1945. Editura Teșu, Bukarest 2006.

## Sekundärliteratur

### Rumänisch
- Iordan Chimet: Dosar Mihail Sebastian. Editura Universal Dalsi, Bukarest 2001, ISBN 973-8157-30-7.

### Englisch
- Matei Calinescu: Romania's 1930s Revisited. In: Salmagundi 97, 1993, S. 133–51.
- Matei Calinescu: The 1927 Generation in Romania: Friendships and Ideological Choices (Mihail Sebastian, Mircea Eliade, Nae Ionescu, Eugène Ionesco, E. M. Cioran). In: East European Politics and Societies 15:3, 2001, S. 649–677.
- Paula Daniela Ganga: Being a Jewish Writer under the Romanian Fascist Regime: The Case of Mihail Sebastian. In: Slovo 24:1, 2012. S. 3–18.
- Diana Georgescu: Excursions into National Specificity and European Identity: Mihail Sebastian's Interwar Travel Reportage. In: Alex Drace-Francis, Wendy Bracewell (Hrsg.): Under Eastern Eyes: A Comparative Introduction to East European Travel Writing on Europe. Central European University Press, Budapest/New York 2008, ISBN 978-963-9776-11-1, S. 293–324
- Moshe Idel: A Controversy over a Preface: Mihail Sebastian and Nae Ionescu. In: Modern Judaism 35:1, S. 42–65.
- Irina Livezeanu: Romania's Cultural Wars: Intellectual Debates about the Recent Past (PDF-Datei; 858 kB). Working Papers Series of the National Council for Eurasian and East European Research, Washington, D. C., 27. März 2003.
- Norman Manea: The Incompatibilities: Romania, the Holocaust, and a Rediscovered Writer. In: The New Republic. 20. April 1998, S. 32–37.
- Andrei Oișteanu: Mihail Sebastian and Mircea Eliade: Chronicle of a Broken Friendship. In: Studia Hebraica 7, 2007. S. 142–153. (auch anthologisiert in Valentina Glajar, Jeanine Teodorescu (Hrsg.): Local History, Transnational Memory in the Romanian Holocaust. Palgrave MacMillan, New York 2011, ISBN 978-0-230-11254-4)
- Leon Volovici: Mihail Sebastian: A Jewish Writer and His (Antisemitic) Master. In: Richard I. Cohen u. a.: Insiders and Outsiders: Dilemmas of East European Jewry. The Littman Library of Jewish Civilization, Oxford 2010, ISBN 978-1-906764-00-5.
- Rezensionen der Tagebücher Sebastians in der englischsprachigen Presse:
  - Anne Applebaum: When in Romania. In: The New Criterion, März 2001.
  - Peter Gay: Witness to Fascism. In: The New York Review of Books, 4. Oktober 2001.
  - Eugen Weber: ‘You have to hang on’. In: London Review of Books 23:22, 15. November 2001. S. 32–33.

### Deutsch
- Simona Antofi: Literatur der Grenzen und Grenzen der Literatur – Der Fall Mihail Sebastian. In: Maren Huberty, Michèle Mattusch (Hrsg.): Rumänien und Europa: Transversale. Frank & Timme, Berlin 2009, ISBN 978-3-86596-270-6, S. 227–244
- Andrei Oișteanu: Mihail Sebastians inneres Exil, in "Zwischenwelt. Zeitschrift der Theodor Kramer Gesellschaft", 3–4, 2013, ISSN 1606-4321 S. 8–10
- Claus Stephani: Ein Mensch von der Donau. In: David. Jüdische Kulturzeitschrift. Juni 2007, S. 10–12.
- William Totok: Der Fall Sebastian: Über die Verstrickung der rumänischen Intelligenz in den Faschismus. In: Literatur und Kritik Nr. 331/332, März 1999, S. 5–9.
- Rezensionen der Tagebücher Sebastians in der deutschsprachigen Presse:
  - Peter Hamm: Die Skala des Leidens. In: Die Zeit. 8. Dezember 2005.
  - Malte Herwig: Aus einem Irrenhaus. In: Frankfurter Allgemeine Zeitung. 7. Mai 2005.
  - Peter Motzer: Wer dies liest, wird verwandelt In: Die Welt, 31. Mai 2001.
  - Claus Stephani: Von einem Buch, das lebt. In: David. Jüdische Kulturzeitschrift.
  - Richard Wagner: Das Zeitalter der Rhinozerosse. In: Neue Zürcher Zeitung. 19. Februar 2005.